# Helenius RK-20
Das RK20 ist ein Spezialgewehr, das von der finnischen Firma Helenius entwickelt wurde.
Es ist ein Einzelladergewehr, das nur für das sowjetische Kaliber 20 × 99 mm R hergestellt wurde. Beim RK20 handelt es sich eigentlich um ein RK99 (Kaliber 12,7), das an die Patrone 20 × 99 mm R angepasst und verstärkt wurde.
Über das RK20 sind nur sehr wenige Informationen und Bilder zu finden. Dies sorgt für oft widersprüchliche Informationen. Die Bezeichnungen können abweichen, so gibt es zum Beispiel APH RK20 oder RK20 APH. APH steht nur für die Abkürzung von Asepaja Helenius (deutsch: Waffenkammer Helenius) ist.